# Santa Teresa, Guerrero
Santa Teresa är en ort i Mexiko.   Den ligger i kommunen Pilcaya och delstaten Guerrero, i den sydöstra delen av landet, 90 km söder om huvudstaden Mexico City. Santa Teresa ligger 1 187 meter över havet och antalet invånare är 335.
Terrängen runt Santa Teresa är kuperad. Runt Santa Teresa är det ganska tätbefolkat, med 108 invånare per kvadratkilometer. Närmaste större samhälle är Taxco de Alarcón, 20,0 km sydväst om Santa Teresa. I omgivningarna runt Santa Teresa växer huvudsakligen savannskog.